# Шевершян, Азиз Сергеевич
Ази́з Серге́евич Шавершя́н (англ. Aziz Sergeyevich Shavershian, более известен как Zyzz; 24 марта 1989, Москва, РСФСР — 5 августа 2011, Паттайя, Таиланд) — австралийский культурист, персональный тренер и модель, стриптизёр; ютубер, инфлюэнсер, получивший известность как автор серии мотивационных видео на Youtube, посвящённых спортивным тренировкам и эстетике спортивного телосложения.

## Биография
Родился 24 марта 1989 года в СССР, отец — Сергей Шавершян, мать — Майне Ибоян, врач-кардиолог. У Азиза есть старший брат, Саид Шавершян, более известный как Chestbrah. В первой половине 1990-х годов семья переехала в Сидней, Австралия. Среднее образование получил в Мэрист Колледж Иствуд для мальчиков.
После окончания школы стал заниматься бодибилдингом, чтобы «стать сильнее и привлекать девушек». Проживал в Иствуде, северном пригороде Сиднея. В 2008 году получил известность как автор серии мотивационных видео на Youtube, в которых записывал себя и свои тренировки в спортивном зале и пытался вдохновить молодых замкнутых людей изменить свой образ жизни. Посредством постоянного взаимодействия с людьми на различных интернет-форумах, включая 4chan, в котором обрёл популярность в тематическом разделе /fit, и в социальных сетях, ещё до широкого распространения Facebook и Twitter, сформировал свой медийный образ — Zyzz, «агрессивного и эпатажного загорелого шоумена», спроецировав на него свои амбиции по самосовершенствованию. Стал значимой фигурой австралийской субкультуры любительского бодибилдинга, называвшейся им и его последователями «Эстетикой»; она зародилась в 2006—2007 годах, достигнув пика популярности в 2010 году. Известность получила и его характерная поза с согнутыми и поднятыми вверх руками, устремлёнными в небо; этой позе подражали многие его последователи.
Обучался в университете Западного Сиднея по специальности «бизнес и коммерция». Подрабатывал персональным тренером, моделью и иногда стриптизёром. Написал и опубликовал книгу «Zyzz’s Bodybuilding Bible»; разрабатывал собственные протеиновые добавки под названием «Protein of the Gods» (с англ. — «Протеин Богов»), а также запустил свою линию одежды. По состоянию на 2011 год, незадолго до своей смерти, имел больше 60 000 подписчиков в Facebook. В июле 2011 года привлёк большое внимание СМИ, когда была опубликована статья об аресте его старшего брата Саида за незаконное хранение анаболических стероидов. Азиз отрицал использование стероидов.

### Смерть
Во время отдыха в Таиланде 5 августа 2011 года в бангкокской сауне у Азиза Шавершяна произошла остановка сердца. После того как его обнаружили лежащим без сознания, его срочно доставили в больницу, однако реанимировать не удалось; смерть была подтверждена 9 августа 2011 года. Вскрытие показало, что причиной остановки сердца стал ранее недиагностированный врождённый порок сердца. Его семья заявила, что в течение нескольких месяцев, предшествовавших августу 2011 года, у него наблюдались некоторые симптомы, в том числе нередко повышенное кровяное давление и случайная одышка; имелась семейная история сердечно-сосудистых заболеваний.

## Восприятие
Азиз Шавершян обрёл культовый статус в социальных сетях, в которых выкладывал видео о своей жизни и записи своих тренировок в спортивном зале, став одним из самых первых инфлюэнсеров в Интернете. Вдохновляясь его наставлениями о важности эстетики и привлекательности внешнего вида, последователи делились в социальных сетях и фотографиями Азиза, и своими фотографиями. Макс Олескер в мужском журнале Esquire привёл в пример Азиза Шавершяна как яркий образец «спорносексуальности» (spornosexuality), охарактеризовав его как «пионера в области привлечения к себе повышенного внимания в Интернете и культивирования спортивно-сексуального телосложения». Такие фразы Шавершяна, как «You mirin'?» и «You jelly?» стали использоваться в «спорно» сленге и закрепились в интернет-культуре на равне с такими фразами, как «Do you even lift, bro?» и «Friends don’t let friends skip leg day».